# Caaschwitz
Caaschwitz är en kommun och ort i Landkreis Greiz i förbundslandet Thüringen i Tyskland.
Kommunen ingår i förvaltningsgemenskapen Bad Köstritz tillsammans med kommunerna Bad Köstritz och Hartmannsdorf.